# Cophura rozeni
Cophura rozeni là một loài ruồi trong họ Asilidae. Cophura rozeni được Wilcox miêu tả năm 1965. Loài này phân bố ở vùng Tân Bắc giới.